# Alopochen
Alopochen este un gen din familia de păsări Anatidae, care face parte din subfamilia Tadorninae împreună cu rațele. Acesta conține o specie existentă, gâsca egipteană (Alopochen aegyptiaca), și două sau trei specii care au dispărut în ultimii aproximativ 1.000 de ani. Gâsca egipteană este originară din Africa continentală, iar speciile dispărute provin din Madagascar și Insulele Mascarene.

## Etimologie
Denumirea generică Alopochen (literal, „vulpe-gâscă”) se bazează pe grecescul ἀλωπός (alōpós, de asemenea ἀλώπηξ alōpēx), „vulpe” și χήν (chēn) „gâscă”, făcând referire la culoarea roșiatică a spatelui său. 

## Specii
În prezent, conține o specie vie și două sau trei specii dispărute. Acestea sunt:
- Alopochen aegyptiacus (Linnaeus, 1766)
- † Alopochen kervazoi (Cowles, 1994)
- † Alopochen mauritiana (Newton & Gadow, 1893)
- † Alopochen sirabensis (Andrews, 1897)